# Star S2000
Star S2000 – rodzina samochodów ciężarowych produkowanych przez FSC Star w Starachowicach.
Pod koniec 2000 roku firma Star Trucks wprowadziła do sprzedaży nową gamę pojazdów w klasie 8-15t DMC oznaczonych symbolem S2000. Współpracę z koncernem MAN Zakłady Starachowickie Star S.A. w Starachowicach podjęły ponad trzy lata wcześniej (seria 8.125 i 12.155). Konstrukcja nowych ciężarówek bazuje głównie na podzespołach samochodów MAN typoszeregów L2000 i M2000 Evolution. Kabiny S2000 są wyglądem zbliżone do poprzedniej generacji Star 8.125 i Star 12.155. Z zewnątrz różnica jest widoczna z boku, gdyż S2000 mają obniżoną przednią część szyb drzwi bocznych. Sporo zmian zaszło we wnętrzu kabiny m.in. Deska rozdzielcza pochodzi z pojazdów MAN.
Silniki MAN, rzędowe, z bezpośrednim wtryskiem paliwa, turbodoładowaniem i chłodnicą powietrza doładowanego. W zależności do wersji stosowane są silniki o mocach: 112 KM przy 2400 obr.min (maks. moment obrotowy – 490 Nm przy 1200 obr./min, 155 KM przy 2400 obr./min (maks. moment obrotowy – 580 Nm przy 1600 obr./min) i 220 KM przy 2400 obr./min (maks. moment obrotowy 825 Nm przy 1400-1700 obr./min). Skrzynie biegów ZF, Eaton lub MAN. Wszystkie wersje Star S2000 posiadają standardowo wentylowane hamulce tarczowe na osi przedniej oraz ABS. Oś tylna w podwoziach do 12 ton posiada hamulce tarczowe, a w podwoziach 14- i 15-tonowych hamulce bębnowe.
Ze względu na spadającą wielkość sprzedaży ciężarówek S2000 (w końcowym okresie kilkaset sztuk rocznie) i politykę korporacyjną koncernu, z końcem 2003 roku produkcję  przeniesiono do zakładów MAN w Austrii w Steyr (byłe zakłady Steyr Daimler Puch AG).
Ograniczone liczby ciężarówek szosowych tej serii kupowało Wojsko Polskie, np. 33 sztuki 12.227 i 9 innych w 2003 roku.

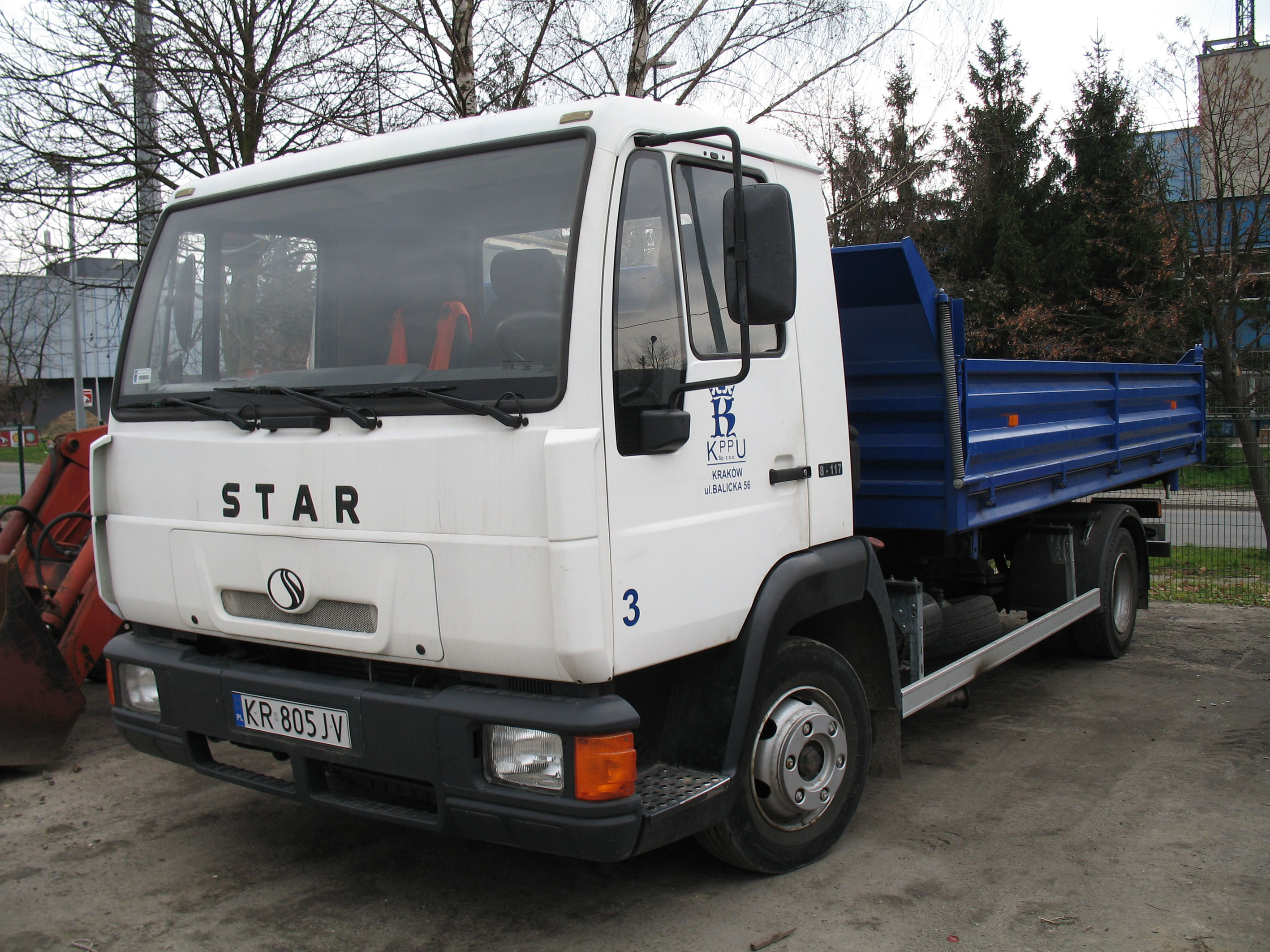
Star 8.117
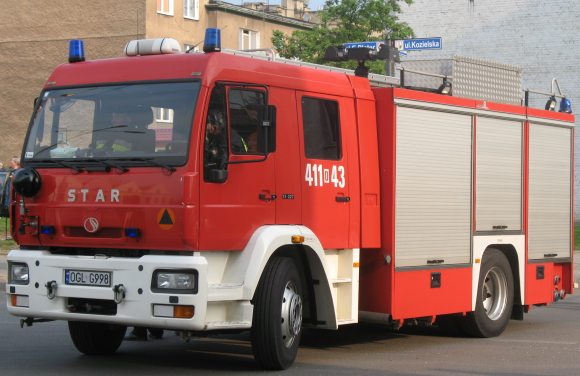
Star 12.227
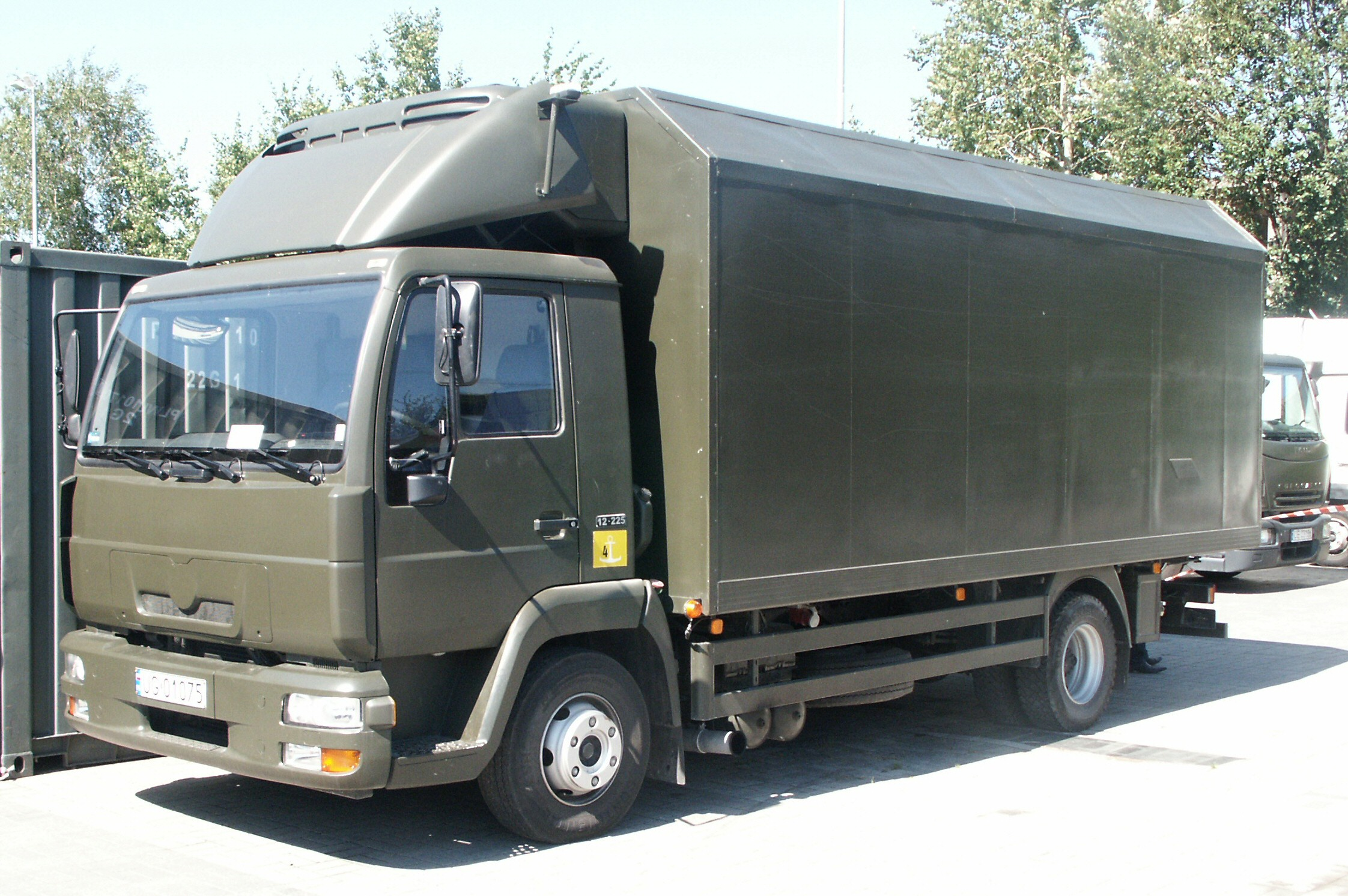
Star 12.225 Sił Zbrojnych Rzeczypospolitej Polskiej
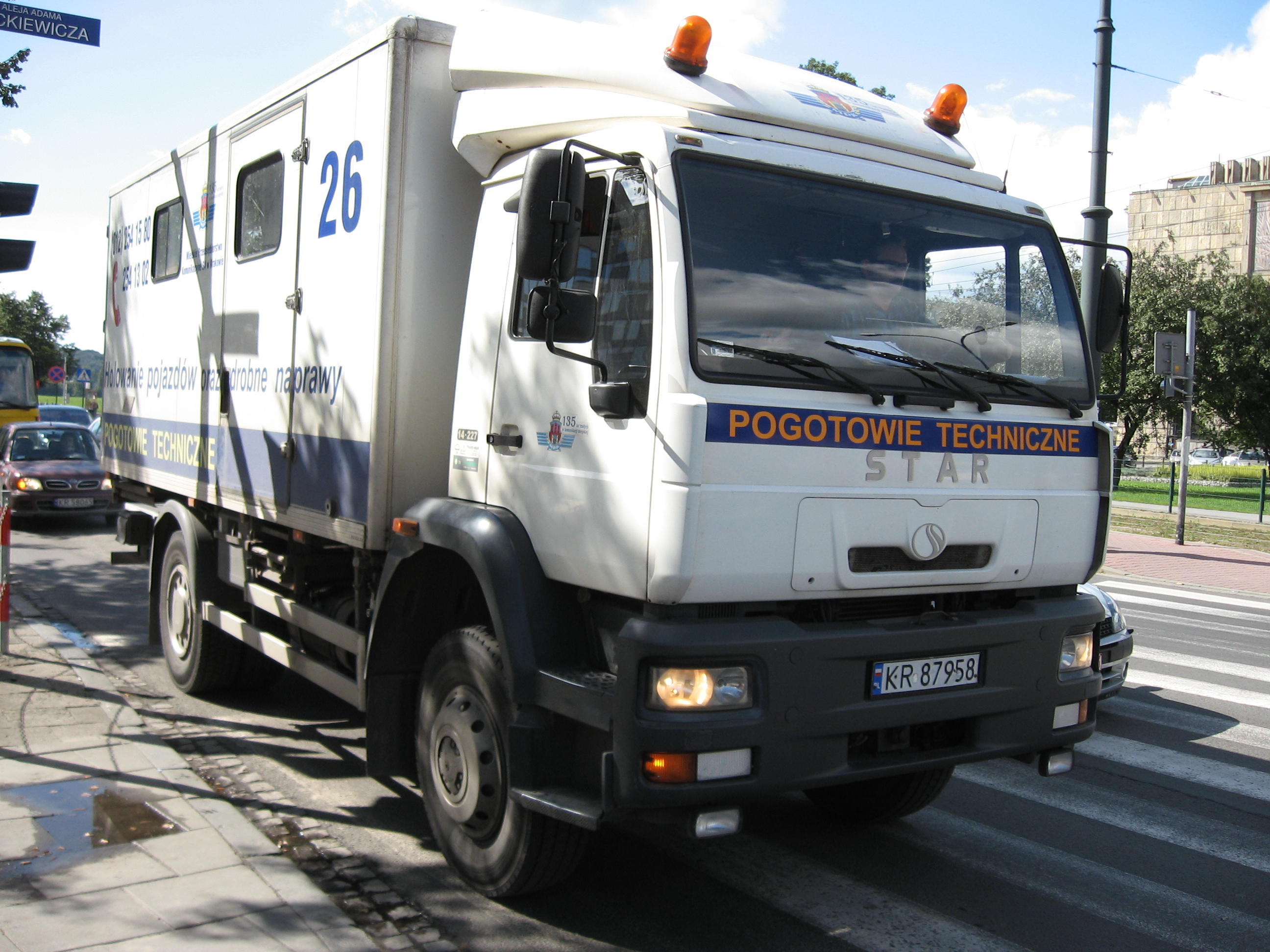
Star 14.227
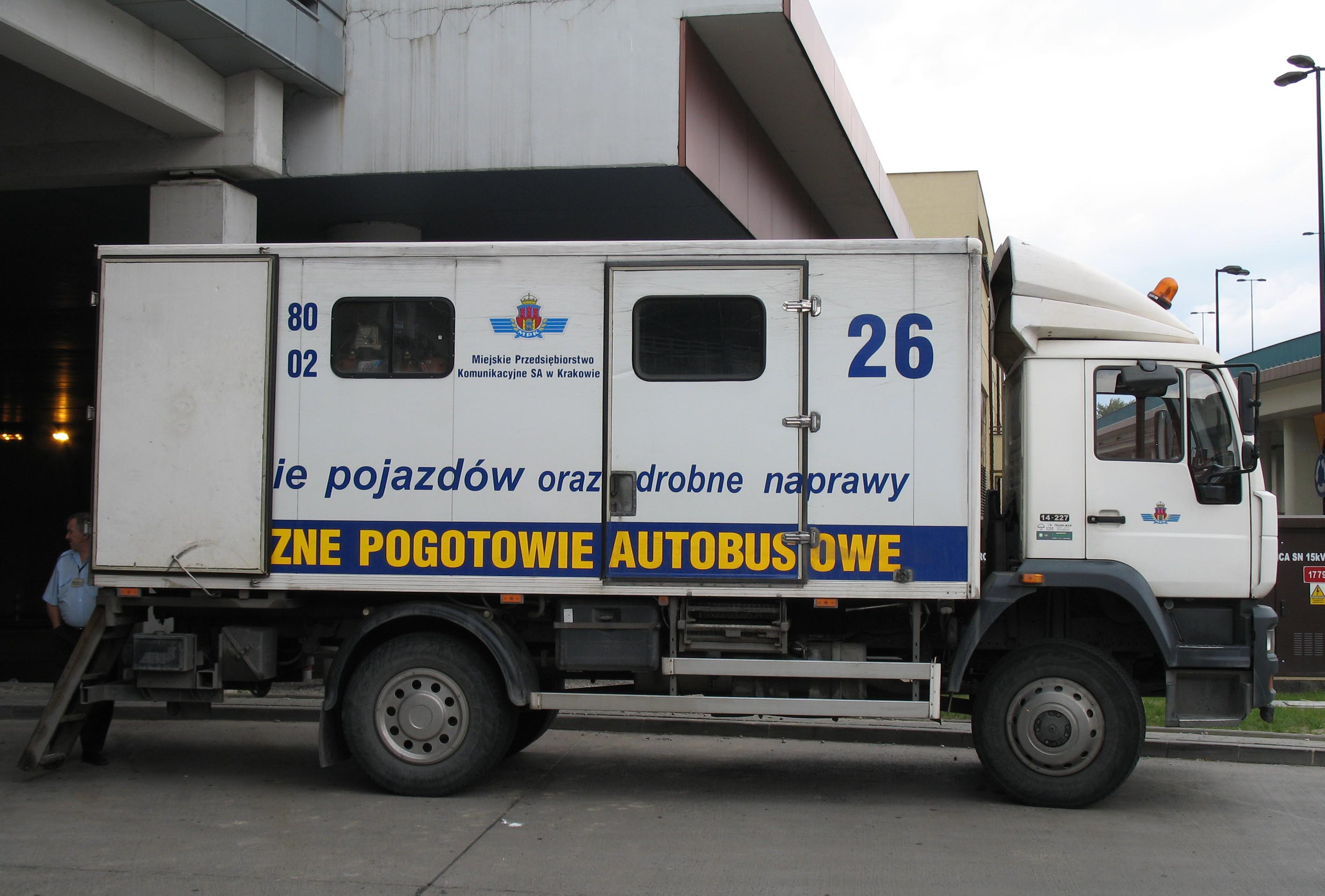
Star 14.227